# CBY1
CBY1 (англ. Chibby family member 1, beta catenin antagonist) – білок, який кодується однойменним геном, розташованим у людей на короткому плечі 22-ї хромосоми. Довжина поліпептидного ланцюга білка становить 126 амінокислот, а молекулярна маса — 14 470.
| 10         |  | 20         |  | 30         |  | 40         |  | 50         |
| ---------- |  | ---------- |  | ---------- |  | ---------- |  | ---------- |
| MPFFGNTFSP |  | KKTPPRKSAS |  | LSNLHSLDRS |  | TREVELGLEY |  | GSPTMNLAGQ |
| SLKFENGQWI |  | AETGVSGGVD |  | RREVQRLRRR |  | NQQLEEENNL |  | LRLKVDILLD |
| MLSESTAESH |  | LMEKELDELR |  | ISRKRK     |  |            |  |            |

A: Аланін

D: Аспарагінова кислота

E: Глутамінова кислота

F: Фенілаланін

G: Гліцин

H: Гістидин

I: Ізолейцин

K: Лізин

L: Лейцин

M: Метіонін

N: Аспарагін

P: Пролін

Q: Глутамін

R: Аргінін

S: Серин

T: Треонін

V: Валін

W: Триптофан

Кодований геном білок за функцією належить до фосфопротеїнів. 
Задіяний у таких біологічних процесах, як біогенез та деградація війок, диференціація клітин. 
Локалізований у цитоплазмі, цитоскелеті, ядрі, клітинних відростках, апараті гольджі.